# 耐国蝇子草
耐国蝇子草（学名：Silene zhoui）为石竹科蝇子草属下的一个种。

## 扩展阅读
- 維基物種上的相關：耐国蝇子草